# Urojo
L’urojo est un plat typique de la cuisine de l'archipel de Zanzibar et de la côte tanzanienne, marqué par différentes traditions culinaires, notamment est-africaine et indienne ; il est souvent servi dans la rue, depuis de petites boutiques ou par des vendeurs ambulants. 
Il associe différents éléments, qui peuvent varier mais comprennent le plus souvent un bouillon épicé avec notamment de la mangue et du curcuma, des pommes de terres bouillies, des légumes frits (similaires aux bhajji indiens), de la viande (généralement de petits morceaux de bœuf ou de mouton cuits en brochettes), les légumes crus du kachumbari (tomate, oignon, salade, concombre…) et une sauce pimentée, parfois de l’œuf dur.